# Массолиа, Крис
Кри́стофер Пол Массоли́а (англ. Christopher Paul Massoglia; род. 29 марта 1992, Миннеаполис, Миннесота, США) — американский актёр, известный по роли в фильме «История одного вампира».

## Биография
Крис Массолиа родился в Миннеаполисе, штат Миннесота, в семье Кристофера и Карен Массолиа. Отец работает мануальным терапевтом, а мать — домохозяйка. Его родители набожные христиане, по идеологии — республиканцы. Массолиа вырос фанатом христианской поп-музыки. Крис был одарённым ребёнком, поэтому учился на дому, уроки ему преподавала мама. В то время как его ровесники учились в третьем классе, Массолиа изучал предметы 8-го класса. В возрасте 13-ти лет он поступил онлайн в университет (в курсе были такие предметы, как психология развития, библеистика, алгебра и история США). Помимо этого Массолиа изучал джиу-джитсу, играл на пианино, учился танцевать хип-хоп, изучал амслен (американский язык жестов для слабослышащих) и верховую езду. В 2009 году семейство Массолиа отказалось от переезда в Голливуд, чтобы сохранить дом в Миннеаполисе, несмотря на то, что Крис должен часто бывать в Голливуде.
Массолиа в школьные годы начал ходить на занятия по актёрскому мастерству в своём родном городе Миннеаполис. Параллельно принимал участие в прослушиваниях для съемок в рекламе, записывая для этого аудиокассеты. Его первые работы были использованы фирмами Target, Marshall Field's, PepsiCo и Best Buy. Сниматься Массолиа начал в 2003 году под именем «Крис Келли» (иногда появляется под именем «Крис Дж. Келли»). В том же году Массолиа был избран на роль десятилетнего Шона в фильме Николь Кидман «Рождение», но семья ему не разрешила появиться голым на экране с обнаженной взрослой женщиной. С 2008 года Крис стал использовать фамилию Массолиа.
Крис Массолиа женат на Шоне Родман, работающей медсестрой. В этом браке родились двое сыновей.

## Фильмография
| Год  |    | Русское название                      | Оригинальное название                    | Роль          |
| ---- | -- | ------------------------------------- | ---------------------------------------- | ------------- |
| 2003 | с  | Закон и порядок: Преступное намерение | Law & Order: Criminal Intent             | Сэм Коннорс   |
| 2004 | с  | Медицинское расследование             | Medical Investigation                    | Джек Коннор   |
| 2005 | с  | Объявлен в розыск                     | Wanted                                   | Тони Роуз     |
| 2006 | с  | Жизнь парней                          | Boys Life                                | Том Портер    |
| 2007 | ф  | Лето Пламмов                          | A Plumm Summer                           | Эллиотт Пламм |
| 2009 | ф  | Врата                                 | The Hole                                 | Дейн          |
| 2009 | ф  | История одного вампира                | Cirque du Freak: The Vampire's Assistant | Даррен Шэн    |
| 2013 | тф | Дикие сердца                          | Our Wild Hearts                          | Райан         |
| 2016 | ф  |                                       | The Matchbreaker                         | Зак           |
| 2016 | ф  |                                       | Grace Wins                               | Чейз Морган   |
| 2024 | ф  | Рейган                                | Reagan                                   | Пэт Бун       |